# Café Mayer

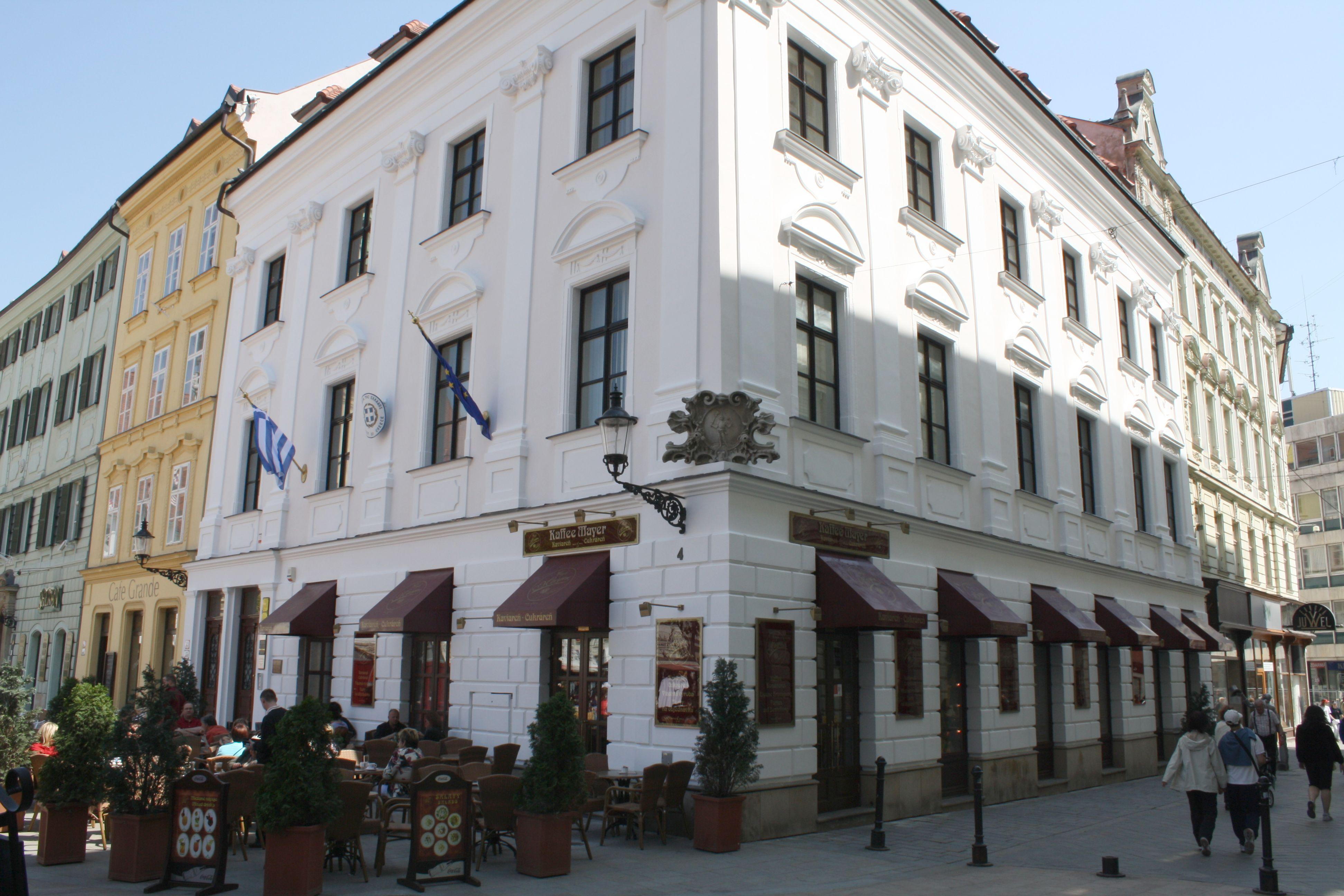
A Mayer kávéház

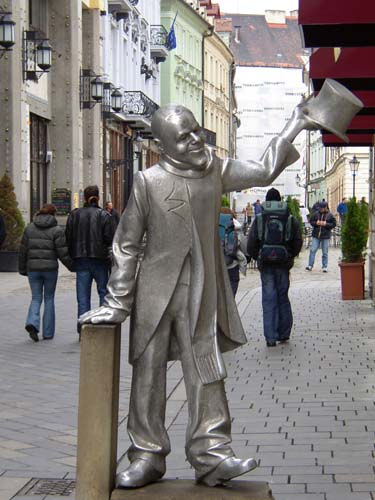
Schöne Náci szobra a kávéház előtt

A Café Mayer (Kaffee Mayer) patinás, tradicionális kávéház és cukrászda Pozsonyban. A Főtér és a Sedlárska (Nyerges) utca sarkán található, pontos címe: Hlavné námestie 4. A kávéházat Julius Mayer alapította 1873-ban.
Mind a belföldiek, mind a külföldiek között az egyik legismertebb kávéház, és a bécsi kávéházakhoz hasonlóan megőrizte a régi berendezését, amely az alapítás idejére nyúlik vissza. A kávéház mellett cukrászda is működik, amely egyaránt kínál szlovák és bécsi süteményeket. Ugyanebben az épületben található a görög nagykövetség is. A kommunista időkben a kávéház nem működött. Csak 1993-ban nyitott meg újra.
Pozsony egyik ismert alakja, Schöne Náci a kávéház törzsvendége volt. Harminc évvel halála után, 1997 júliusában egy szobrot állítottak fel emlékére a kávéház előtt.

## Külső hivatkozások
- A kávéház honlapja (szlovák nyelvű)
- Pozsonyi kávézók

## Fordítás
- Ez a szócikk részben vagy egészben  a   Café Mayer című német Wikipédia-szócikk fordításán alapul.  Az eredeti cikk szerkesztőit annak laptörténete sorolja fel. Ez a jelzés csupán a megfogalmazás eredetét és a szerzői jogokat jelzi, nem szolgál a cikkben szereplő információk forrásmegjelöléseként.
- Ez a szócikk részben vagy egészben  a   Kaffee Mayer című szlovák Wikipédia-szócikk fordításán alapul.  Az eredeti cikk szerkesztőit annak laptörténete sorolja fel. Ez a jelzés csupán a megfogalmazás eredetét és a szerzői jogokat jelzi, nem szolgál a cikkben szereplő információk forrásmegjelöléseként.